# Дальнічень
Да́льнічень — село Старокозацької сільської громади Білгород-Дністровського району Одеської області в Україні. Населення становить 366 осіб.

## Населення
Згідно з переписом 1989 року населення села становило 386 осіб, з яких 169 чоловіків та 217 жінок.
За переписом населення 2001 року в селі мешкало 366 осіб.

### Мова
Розподіл населення за рідною мовою за даними перепису 2001 року:
| Мова       | Відсоток |
| ---------- | -------- |
| українська | 89,07 %  |
| молдовська | 5,46 %   |
| російська  | 4,37 %   |
| болгарська | 0,55 %   |
| білоруська | 0,27 %   |
| гагаузька  | 0,27 %   |

## Відомі люди
- Гетьманченко Василь Іович — український громадський та політичний діяч 1930-х років; віце-президент товариства «Просвіта» в Аккермані; зв’язковий ОУН на теренах Південної Бесарабії.